# 蔵入地
蔵入地（くらいりち）は、戦国時代から江戸時代における領地区分の一つである。大名もしくは政権、幕府の直轄地のことである。所領のうち、家臣へ与える知行地に対するもの。蔵入地には、代官を派遣して直接支配を行い、年貢・諸役などの徴収にあたった。

## 概要

### 戦国時代
戦国時代における蔵入地は、戦国大名が自己の所領のうち、家臣へ与える知行地に対して代官を派遣して直接支配を行って年貢・諸役などの徴収にあたった直轄地を指す。豊臣政権（太閤蔵入地）・江戸幕府（天領）及びその諸藩にも引き継がれていった。
戦国大名の蔵入地は朝廷や室町幕府においても用いられた御料所（ごりょうしょ）とも呼ばれ、主に本拠地の周辺部や新規に獲得した占領地に設定される事が多かった。蔵入地からの収入は大名家の財政を運営するための財源となった他、兵糧米や下級家臣への禄米に充てる財源としても重要な役割を果たした。また、米穀や特産物、鉱山、山林などの確保や交通、商品流通の要地を抑える役割も果たした。織田信長が足利義昭からの管領就任要請を断って代わりに大津・草津・堺の支配権を得て、ここを蔵入地化したのは有名な話である。

### 太閤蔵入地
豊臣政権の蔵入地は太閤蔵入地（たいこうくらいれち）とも呼ばれ、織田政権が残した蔵入地を継承しつつも全国平定の過程で更に拡充を続けた。また、諸大名の不祥事などを口実に領内の要地を没収して蔵入地に編入する事も行われた。慶長3年（1598年）の統計によれば、全国1860万石のうち198万石が蔵入地とされており、最盛期で畿内及び北九州を中心に220万石を越えていた（蔵入地の減少は直臣などを大名に取り立てたりすることで生じる）。代官には秀吉直臣上がりの大名や吏僚をはじめ、豪商や僧侶、服属した大名やその家臣を任命するケースが多かった。大名が代官の場合は「大名預地型」、吏僚や僧侶・豪商などの非大名が代官の場合には「吏僚代官型」と呼ばれている。吏僚管理以外は管理を現地の大名達に丸投げしており、服属後に領地の一部を蔵入地して没収された例もあるが故に管理者の不満は多かった。豊臣家の私的な所領と言うよりも、豊臣政権が持つ国有地の意味合いが強く、関ヶ原の戦いで勝利し政権の主導権を握った徳川家康により、多くの太閤蔵入地は東軍についた諸大名へ豊臣政権からの恩賞として分配された。

### 江戸時代
江戸幕府の蔵入地は、明治以後には天皇直轄地に編入されたことから天領（てんりょう）とも呼ばれ、徳川家康が豊臣政権によって関東地方に移封されたときに設定した約100万石を元にしている。その後、関ヶ原の戦い以後の大名の改易などによって次々と直轄化を推進した。更に検地励行や新田開発もその拡大に拍車をかけた。享保年間には全国約3000万石のうち、750万石が蔵入地であった（ただし、旗本知行所300万石も含めているため、実質は450万石程度と推定されている）。江戸幕府蔵入地および一部の旗本知行所には幕府から奉行・代官が送られて支配を行った。
同義語には天領の他、支配所や公儀料などがある。
なお、諸藩においても自己の財政運営のために同様の蔵入地を設置していた。